# Royale Union sportive lessinoise
Dernière mise à jour : 13 mars 2012.
La Royale Union sportive lessinoise est un ancien club de football belge, basé dans la ville de Lessines, dans le Hainaut. Le club est fondé en 1914, et disparaît en 1996 dans une fusion avec le Football Club Lessines-Ollignies, pour former l'actuelle Royale Association sportive Lessines-Ollignies. Au cours de son histoire, le club dispute 9 saisons en Promotion, le quatrième niveau national belge.

## Histoire
L'Union sportive lessinoise est fondée le 1er avril 1914, et s'affilie à l'Union belge peu après. À la suite du déclenchement de la Première Guerre mondiale, le club doit attendre 1919 pour débuter en championnat. Il est versé dans les divisions régionales hennuyères. En décembre 1926, lors de la première publication du registre matriculaire, le club reçoit le matricule 102. Le 16 mai 1951, le club est reconnu « Société royale », et prend le nom de Royale Union sportive lessinoise.
En 1968, soit près de cinquante ans après ses débuts en compétition, le club rejoint les séries nationales. Pour sa première saison en Promotion, il finit dixième, puis onzième la saison suivante. En 1971, le club termine à la quatrième place de sa série. Après deux saisons plus faibles, il réalise deux autres très bonnes saisons, terminant cinquième en 1974, et troisième en 1975, ce qui constitue son meilleur classement historique. Les résultats ne sont plus aussi bons par la suite, et à la suite d'une quatorzième place en 1977, le club est relégué vers la première provinciale après neuf saisons de présence au niveau national.
Le club ne remonte plus jamais en Promotion par la suite. Il chute lentement dans la hiérarchie provinciale durant les années 1980 et la première moitié des années 1990. Finalement, il est absorbé par le Football Club Lessines-Ollignies, porteur du matricule 2901, le 30 juin 1996, et disparaît. Son matricule 102 est radié par la Fédération, et le club fusionné prend le nom de Royale Association sportive Lessines-Ollignies. Celui-ci évolue en 2011-2012 en deuxième provinciale hennuyère, et a disputé une seule saison en Promotion, en 2003-2004.

## Stade
La R. US Lessinoise évolue jusqu'en 1996 au stade du Caillou Hubin, situé dans la rue des Curoirs à Lessines. Le site reste employé encore quatre ans après la fusion créant la R. AS Lessines-Ollignies, puis celle-ci déménage au stade Philippe Notté localisé "Chemin du Tordoir" .

## Résultats dans les divisions nationales
Statistiques clôturées, club disparu

### Bilan
| Niv | Divisions     | Jouées | Titres | TM Up | TM Down |
| --- | ------------- | ------ | ------ | ----- | ------- |
| I   | 1re nationale | 0      | 0      |       |         |
| II  | 2e nationale  | 0      | 0      |       |         |
| III | 3e nationale  | 0      | 0      |       |         |
| IV  | 4e nationale  | 9      | 0      |       |         |
| V   | 5e nationale  | 0      | 0      |       |         |
|     |               |        |        |       |         |
|     | TOTAUX        | 9      | 0      | 0     | 0       |

- TM Up : test-match pour départager des égalités, ou toutes formes de Barrages ou de Tour final pour une montée éventuelle.
- TM Down : test-match pour départager des égalités, ou toutes formes de Barrages ou de Tour final pour le maintien.

### Classements saison par saison
| Ordre               | Saison  | Nom du club                                                                                            | Niveau                                                                                                 | Classement final                                                                                       | Remarques                                                                                              |
| ------------------- | ------- | --- | --- | --- | --- |
| 1                   | 1968-69 | RUS lessinoise                                                                                         | Promotion série A                                                                                      | 10e/16                                                                                                 | |
| 2                   | 1969-70 | RUS lessinoise                                                                                         | Promotion série C                                                                                      | 11e/16                                                                                                 | |
| 3                   | 1970-71 | RUS lessinoise                                                                                         | Promotion série B                                                                                      | 4e/16                                                                                                  | |
| 4                   | 1971-72 | RUS lessinoise                                                                                         | Promotion série A                                                                                      | 10e/16                                                                                                 | |
| 5                   | 1972-73 | RUS lessinoise                                                                                         | Promotion série B                                                                                      | 13e/16                                                                                                 | |
| 6                   | 1973-74 | RUS lessinoise                                                                                         | Promotion série A                                                                                      | 5e/16                                                                                                  | |
| 7                   | 1974-75 | RUS lessinoise                                                                                         | Promotion série D                                                                                      | 3e/16                                                                                                  | |
| 8                   | 1975-76 | RUS lessinoise                                                                                         | Promotion série A                                                                                      | 12e/16                                                                                                 | |
| 9                   | 1976-77 | RUS lessinoise                                                                                         | Promotion série A                                                                                      | 14e/16                                                                                                 | Relégué!                                                                                               |
| séries provinciales |         | | | | |
| X                   | 1996    | Fusion avec le FC Lessines-Ollignies pour former la RAS Lessines-Ollignies, le matricule 102 disparaît | Fusion avec le FC Lessines-Ollignies pour former la RAS Lessines-Ollignies, le matricule 102 disparaît | Fusion avec le FC Lessines-Ollignies pour former la RAS Lessines-Ollignies, le matricule 102 disparaît | Fusion avec le FC Lessines-Ollignies pour former la RAS Lessines-Ollignies, le matricule 102 disparaît |

### Sources et liens externes
- (nl) « Fiche de l'équipe », sur Belgian Soccer Database
- Blog officiel du club